# Pleurodema brachyops
Pleurodema brachyops, bekend als Arubaanse kikker of roodbilkikker is een kikker uit de familie fluitkikkers (Leptodactylidae). De soort werd voor het eerst wetenschappelijk beschreven door Edward Drinker Cope in 1869. Oorspronkelijk werd de wetenschappelijke naam Lystris brachyops gebruikt.

## Verspreiding
De soort komt voor in delen van Zuid- en Midden-Amerika en leeft in de landen Brazilië, Colombia, Guyana, Panama, Venezuela en op de ABC-eilanden, waar de kikker bekend is onder de Papiamentse naam "dori". De soort komt van nature voor op Aruba en werd op Bonaire en Curaçao geïntroduceerd.